# Homophone Verschlüsselung
Die homophone Verschlüsselung (von altgriechisch ὅμος hómos „gleich“ und φωνή phonḗ „Stimme“ = „gleich klingend“) ist eine bereits im 17. Jahrhundert weit verbreitete einfache (monographische) monoalphabetische Verschlüsselungsmethode, bei der im Gegensatz zur gewöhnlichen monoalphabetischen Substitution die Klartextzeichen (zumeist: Buchstaben) auch durch mehrere (unterschiedliche) Geheimtextzeichen substituiert werden können. Bei jedem Auftreten eines dieser Klarzextzeichen wird eine Wahl getroffen, durch welches Geheimtextzeichen es ersetzt wird.

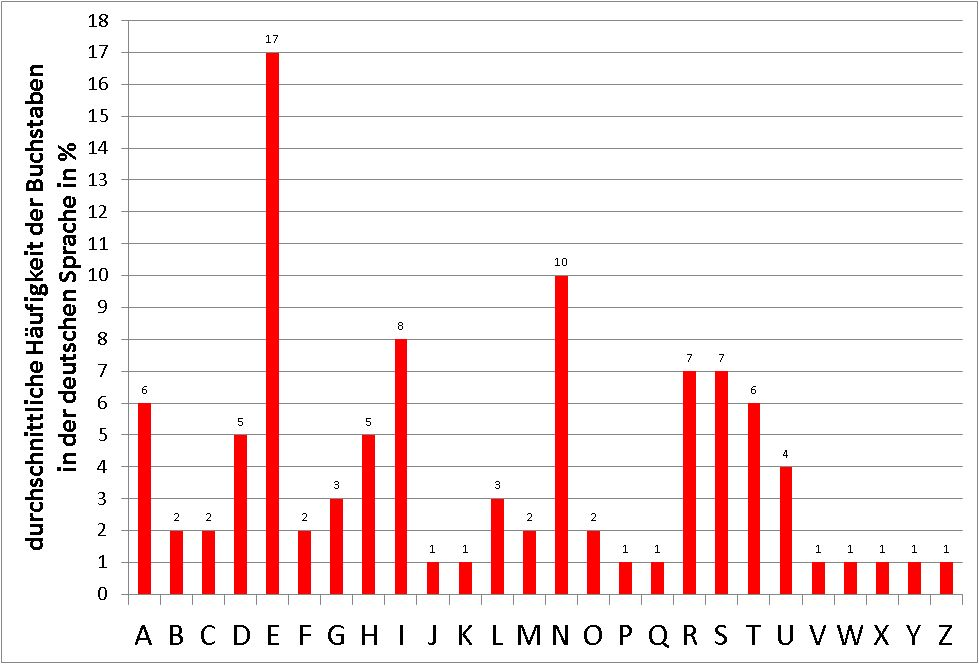
Typisches Häufigkeitsgebirge im Deutschen

Die wesentliche Schwäche der einfachen monoalphabetischen Substitution ist, dass jeder Klartextbuchstabe stets nur durch ein einziges Geheimtextzeichen verschlüsselt wird. Der so entstehende Geheimtext ist deshalb anfällig für statistische Angriffsmethoden. Beispielsweise genügt eine simple Häufigkeitszählung der Geheimtextzeichen, um den in den meisten Sprachen häufigsten Buchstaben E (Häufigkeit im Deutschen rund 17 %) schnell zu identifizieren.
Diesem Angriff wirkt die homophone Verschlüsselung entgegen, indem sie mehrere Substitute für häufiger verwendete Buchstaben, wie zum Beispiel E oder N, erlaubt. Durch diese Maßnahme treten im Geheimtext alle Geheimzeichen nahezu gleich oft auf – das Häufigkeitsgebirge wird „abgeschliffen“. Unterschiedliche Geheimtextzeichen können denselben Klartextbuchstaben bedeuten (daher der Name homophon), was die Entzifferung des Geheimtextes wesentlich erschwert. Die homophone Verschlüsselung stellt somit eine kryptographische Verbesserung der gewöhnlichen monoalphabetischen Substitutionsverfahren dar.
Auch bei der homophonen Verschlüsselung wird nur ein einziges festes Substitutionsalphabet zur Ver- und Entschlüsselung verwendet, weshalb sie zu den monoalphabetischen Substitutionsverfahren gezählt wird. Das Alphabet ordnet zwar einem Klartextzeichen verschiedene Geheimtextzeichen zu, aber diese Zuordnung ist unveränderlich, hängt also nicht z. B. davon ab, wo das Klartextzeichen im Klartext steht.
Die Wahl aus verschiedenen möglichen Geheimtextbuchstaben ist im Prinzip willkürlich. Am besten ist es, für jeden Klartextbuchstaben jedes Mal, wenn er auftritt, zufällig gleichverteilt einen der möglichen Geheimtextbuchstaben zu wählen.

## Beispiel
Um das Ziel, nämlich die Einebnung der unterschiedlichen Häufigkeiten der Klartextbuchstaben zu erreichen, kann man etwa jedem Buchstaben des Alphabets so viele Geheimtextzeichen zuordnen, wie seiner relativen Häufigkeit in Prozent entspricht (auf 1 % gerundet), was ein Geheimtextalphabet von 100 Zeichen ergibt. Die typischen Häufigkeiten der Buchstaben in der deutschen Sprache sind in dem folgenden Diagramm dargestellt:

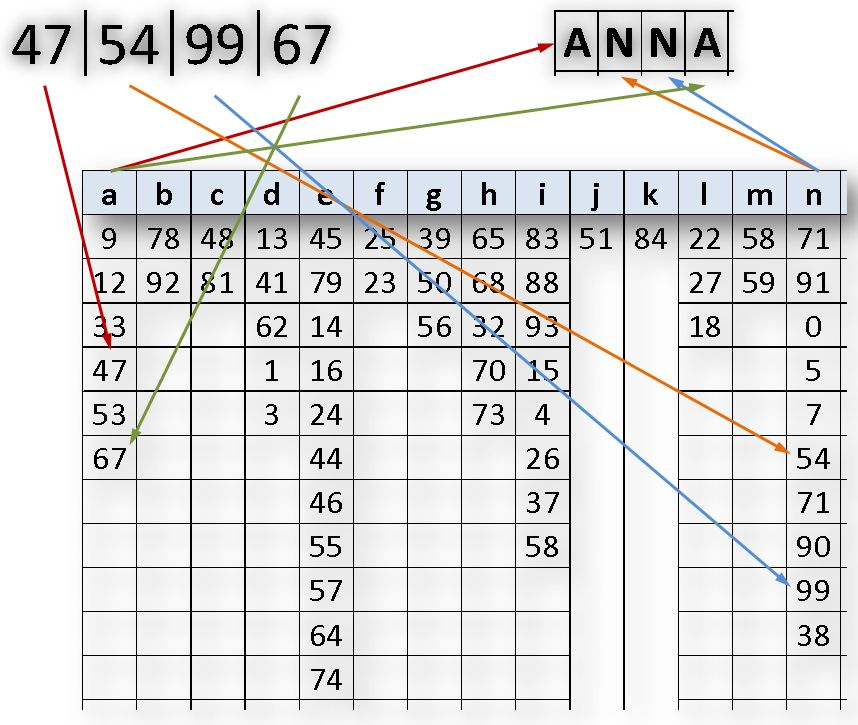
Homophone Verschlüsselung des Worts „Anna“

Bildet man nun die 26 Buchstaben des Alphabets auf 100 Geheimzeichen ab, im einfachsten Fall auf die Zahlen 00 bis 99, und zwar so, dass dem A sechs Geheimzeichen, dem B zwei, dem C zwei, dem D fünf zugeordnet werden, und so weiter, so tritt im Geheimtext jede (Geheim-)Zahl mit einer mittleren Häufigkeit von rund 1 % auf. Aus dem Klartextwort „Anna“ wird so beispielsweise 47 54 99 67. Eine Häufigkeitsanalyse der Einzelzeichen ergibt nun keine Ansatzpunkte mehr für die Entzifferung.
Um den Text dennoch zu entziffern, muss der Angreifer nun raffiniertere Methoden anwenden. Hierzu kann er anstelle von einzelnen Zeichen (Monogrammen) die Analyse auf N-Gramme, also Bigramme (Zeichenpaare), Trigramme etc., ausweiten. Mögliche Angriffspunkte sind charakteristische Bigramme wie CH, CK oder QU sowie die reversen EN und NE oder ER und RE. Hierzu benötigt er jedoch deutlich längere Texte. Hinreichend kurze, homophon verschlüsselte Texte (weniger als achtzig Buchstaben) sind recht sicher.